# خليل خميس (لاعب كرة قدم مواليد 1995)
خلـيل خميس هو لاعب كرة قدم لبناني في مركز الدفاع، ولد في 12 يناير 1995 في زحلة في لبنان. شارك مع منتخب لبنان لكرة القدم.

## وصلات خارجية
- خليل خميس على موقع إي إس بي إن إف سي (الإنجليزية)
- خليل خميس على موقع قاعدة بيانات كرة القدم.إي يو (الإنجليزية)
- خليل خميس على موقع ناشيونال فوتبول تيمز (الإنجليزية)
- خليل خميس على موقع Soccerbase.com (لاعب) (الإنجليزية)
- خليل خميس على موقع Soccerway.com (الإنجليزية)
- خليل خميس على موقع عالم كرة القدم.نت (الإنجليزية)
- خليل خميس على موقع كووورة